# Tišina (film)
Tišina (Тишина) è un film del 1964 diretto da Vladimir Pavlovič Basov.